# Арвијар
Арвијар (фр. Arvillard) насеље је и општина у источној Француској у региону Рона-Алпи, у департману Савоја која припада префектури Шамбери.
По подацима из 2011. године у општини је живело 844 становника, а густина насељености је износила 28,83 становника/km². Општина се простире на површини од 29,28 km². Налази се на средњој надморској висини од 450 метара (максималној 2.760 m, а минималној 400 m).

## Демографија
| 1962. | 1968. | 1975. | 1982. | 1990. | 1999. | 2011. |
| ----- | ----- | ----- | ----- | ----- | ----- | ----- |
| 555   | 617   | 615   | 603   | 654   | 704   | 844   |

График промене броја становника у току последњих година